# Ackermann (Versand)
Der Ackermann-Versand ist ein Schweizer Versandhandelsunternehmen. Es wurde 1871 als erstes Versandhaus Europas von Johann Ackermann in Entlebuch/Luzern gegründet.

## Unternehmensgeschichte
Johann Ackermann gründete 1842 in der Entlebucher Farb die Firma „Ackermann“. Er knüpfte damit an eine bereits hundertjährige Familientradition an. Schon 1746 hatte Antonius Ackermann, genannt „Meister Anton“, in seinem Haus in der Entlebucher Talschaft eine Schneiderei eingerichtet. Er war einer der ersten im Land, der nicht nur seine eigene Familie mit Kleidern versorgte, sondern auch nach Kundschaft suchte. Anfänglich in unmittelbarer Nachbarschaft, später auch auswärts des Tales. Das Geschäft wurde in der Familie von Generation zu Generation weitergegeben und das Sortiment erweitert. Als die Firma im Jahr 1842 von Johann Ackermann gegründet wurde, umfasste die Firma neben einer Schneiderei eine Hutmacherei, eine Spinnmaschine, eine Färberei und einen Verkaufsladen. Ab 1871 wurde der Versandhandel systematisch betrieben. Am 2. April 1900 wurde die „Gebrüder Ackermann & Cie. – Fabrikation und Handel mit Tuchwaren“ als erstes Versandhaus ins Handelsregister eingetragen. Begünstigt wurden die Versandaktivitäten durch die Eröffnung der Eisenbahnlinie Luzern – Langnau – Bern 1875 und den Ausbau des Postwesens.
1997 eröffnete das Unternehmen ein eigenes Logistikcenter, das seit 2003 als eigenständige Aktiengesellschaft geführt wird. 2004 fusionierte Ackermann mit Veillon, doch schon 2006 wurde das Bündnis wieder aufgelöst. 2007 übernahm die Quelle AG Österreich den Versand, 2010 erwarb die österreichische Otto-Versand-Tochter Unito Versand & Dienstleistungen GmbH das Versandgeschäft.
Die Firma Ackermann Versandhaus AG wurde 2007 in A Aco AG umbenannt und betreibt heute auf dem ehemaligen Ackermann-Areal in Entlebuch einen Businesspark unter dem Namen «Aentlebuch».
Das Portal von Quelle in der Schweiz verweist seit dem 1. März 2023 zu Ackermann.

## Produkte
Das Unternehmen vertreibt Technik, Kleidung für Erwachsene und Kinder, Haushaltsartikel und -textilien, Möbel, Schuhe und Sportartikel.